# Сан-Фелипе (Колумбия)
Сан-Фелипе (исп. San Felipe) — небольшой город и муниципалитет на востоке Колумбии, на территории департамента Гуайния.

## Географическое положение

Муниципалитет Сан-Фелипе

Город расположен в юго-восточной части департамента, в пределах Амазонского природно-территориального комплекса, на правом берегу реки Риу-Негру, вблизи государственной границы с Венесуэлой, на расстоянии приблизительно 235 километров к юго-востоку от города Инириды, административного центра департамента. Абсолютная высота — 86 метров над уровнем моря.
Муниципалитет Сан-Фелипе граничит на севере и северо-западе с территорией муниципалитета Пуэрто-Коломбия, на юге — с муниципалитетом Ла-Гуадалупе, на юго-западе — с территорией Бразилии, на востоке — с территорией Венесуэлы. Площадь муниципалитета составляет 3028 км².

## Население
По данным Национального административного департамента статистики Колумбии, совокупная численность населения города и муниципалитета в 2015 году составляла 2050 человек.
Динамика численности населения муниципалитета по годам:
| 2005 | 2006 | 2007 | 2008 | 2009 | 2010 | 2011 | 2012 | 2013 | 2014 | 2015 |
| ---- | ---- | ---- | ---- | ---- | ---- | ---- | ---- | ---- | ---- | ---- |
| 1362 | 1421 | 1482 | 1545 | 1611 | 1678 | 1748 | 1819 | 1894 | 1971 | 2050 |

Согласно данным переписи 2005 года мужчины составляли 53,2 % от населения Сан-Фелипе, женщины — соответственно 46,8 %. В расовом отношении индейцы составляли 84,4 % от населения города; белые и метисы — 15,4 %; негры и мулаты — 0,2 %.
Уровень грамотности среди всего населения составлял 73,6 %.